# Srednjovjekovno Armensko Kraljevstvo
Srednjovjekovno Armensko Kraljevstvo, poznato i kao Bagratidska Armenija (armenski: Բագրատունիների Թագավորություն Bagratunineri Tagavorutiun) je bila neovisna država koju je ustanovio Ašot I. nakon što su dva stoljeća Armenskim Kraljevstvom vladali Omejidi i Abasidi, arapske vladarske dinastije.

## Bagratidska Armenija
Kako su dvije susjedne sile, Abasidsko arapsko Carstvo i Bizantsko Carstvo, bile previše zauzete svojim odnosima, nisu obraćale pozornost na pokoravanje odmetnutih armenskih klanova pod upravom plemenskih vladara, naharara. Ašot I. je to iskoristio kako bi im se nametnuo i poveo ih u protjerivanje Arapa iz Armenije. To mu je uspjelo jer je bio podržavan i sa strane Bizanta, ali i od Arapa, kako bi ustanovio tampon-zonu između ova dva Carstva. Abasidi su priznali Ašota kao "kneza nad kneževima" 862. godine, a 884. ili 885. kao kralja Armenije, što je priznao i Bizant 886. godine. Ašot je osnovao novu prijestolnicu Armenije, Ani (danas u Turskoj), koji je postao uspješno gospodarsko i kulturno središte. Ani je na vrhuncu moći imao oko 200.000 stanovnika i fantastičnih "tisuću i jednu crkvu".
Osnutak Bagratidske Armenije doveo je do osnivanja drugih armenskih kneževina i kraljevina kao što su Lori-Tašir, Taron, Vaspurakan, Kars, Hačen i Sjunik. Jedinstvo ovih krajeva je bilo teško održivo jer su i Bizantinci i Arapi iskorištavali njihove sukobe za ostvarivanje osobnih ciljeva.
Feudalna Bagratidska Armenija je u 9. stoljeću uživala kratkotrajnu kulturni, politički i gospodarski preporod. No u drugoj polovici 10. stoljeća uslijedilo je opadanje kraljevstva i naposljetku njegov slom početkom 11. stoljeća. Kako je bizantski car Bazilije II. bio uspješan u osvajanju jugozapadnih krajeva Armenije, kralje Hovhan-Smabt mu je bio primoran predati i ostatak zemlje, što je i učinio u svojoj oporuci. No, nakon njegove smrti 1041. godine, njegov nasljednik Gagik II. odbio je predati vlast Bizantu i nastavio je otpor sve do 1045. godine kada je ipak Armensko kraljevstvo, oslabljeno unutarnjim i vanjskim prijetnjama, pripalo Bizantskom Carstvu.

## Neovisna Armenska kraljevstva
Bizantsko carstvo osvaja Armeniju 1045. godine, ali je već nakon bitke kod Mancikerta 1071. godine osvajaju Turci Seldžuci. Kako bi izbjegao sudbinu njegovog rođaka, bagratidskog kralja Gagika II., vladar Anija, Roupen, sa svojim vojnicima bježi u planine Taurusa i naposljetku u Kilikiju gdje je osnovao Kilikijsko Armensko Kraljevstvo.
Kilikijsko kraljevstvo je bilo veliki saveznik križarima i predstavljalo se bastionom kršćanstva na Istoku. Vjerodostojnost među Armencima je dobilo prijenosom katolikosa (vjerskog središta Armenske apostolske crkve) u Kilikiju.
Slabljenjem Seldžučkog carstva početkom 12. stoljeća, armenski kneževi dinastije Zakarida su osnovali Zakaridsku Armeniju na području sjeverne i istočne Armenije. Ova Armenija je opstala kao neovisna kneževina koja je priznavala vlast najprije Seldžuka, potom Gruzijskog kraljevstva, Azerbajdžanskih Ildizugida i Horezmijskog Carstva. Plemićka obitelj Orbelian je dijelila kontrolu nad ovom Armenijom s vladarskom dinastijom Zakarida, osobito u pokrajinama Sjunik i Vajoc Dzor. Propala je nakon Mongolske invazije 1230-ih, nakon koje su uslijedile invazije drugih srednjoazijskih kraljevstava (Kara Koyunlu, Timuridsko Carstvo i Ak Koyunlu).
Kilikijska Armenija je najprije Mongole učinila svojim saveznicima, ali nakon što su ovi prešli na islam podlegli su napadima Mameluka iz Egipta i konačno propala 1375. godine.
God. 1454., Otomansko Carstvo i Safavidska Perzija su podijeli armenska područja.

## Poveznice
- Bagratidi
- Armensko Kraljevstvo (Stari vijek)
- Armenska umjetnost

## Vanjske poveznice
- Armenian History; Tacentral.com (engl.)
- VirtualANI: Dedicated to the Deserted Medieval Armenian City of Ani On the architecture of Ani as well as general Armenian architecture. (engl.)
- The Arts of Armenia by Dickran Kouymjian  Arhivirana inačica izvorne stranice od 20. kolovoza 2011. (Wayback Machine). Armenian Studies Program at California State University, Fresno. (engl.)